# Alvan T. Fuller
Alvan Tufts Fuller (27 février 1878 - 30 avril 1958) est un homme politique américain. Membre du Parti républicain, il est gouverneur du Massachusetts de 1925 à 1929, période au cours de laquelle il eut à se prononcer sur les exécutions de Saco et Vanzetti.